# Goran Petrović
Goran Petrović (Kraljevo, 1º luglio 1961 – Belgrado, 26 gennaio 2024) è stato uno scrittore serbo.

## Biografia e carriera letteraria
Si laureò presso la facoltà di Filologia dell'Università di Belgrado.
Autore ritenuto affine al realismo magico, ricevette il Premio Meša Selimović per il romanzo Опсада цркве Светог Спаса (L'assedio della Chiesa del Santissimo Salvatore, 1996) e il Premio NIN per Sessantanove cassetti (Ситничарница "Код срећне руке", 2000).
Le sue opere furono tradotte in numerose lingue, fra cui italiano, francese, inglese, spagnolo, tedesco, russo e polacco.
Nel 2018 fu insignito del Premio Andrić alla carriera.
Membro corrispondente dell'Accademia serba delle scienze e delle arti dal 2012, ne divenne membro effettivo nel 2018. Fu altresì membro dell'Associazione degli scrittori di Serbia e del capitolo serbo del PEN International.
Morì a Belgrado il 26 gennaio 2024 all'età di 62 anni.

## Opere tradotte in italiano
- Sessantanove cassetti, Ponte alle Grazie, Milano, 2004 - ISBN 9788879286886  (Ситничарница "Код срећне руке", 2000 - traduzione di Dunja Badnjević).